# André Chauvel
André Chauvel, né le 29 juillet 1909 à Lamballe (Côtes-du-Nord) et mort le 24 janvier 1973 à Blain (Loire-Atlantique), est un footballeur français des années 1930.

## Carrière
Breton d'origine, André Chauvel réalise son premier fait de gloire en parvenant en finale de la Coupe de France en 1933 avec le RC Roubaix. À Colombes, les Racingmen s'inclinent face à leurs voisins de l'Excelsior AC Roubaix (3 buts à 1).
En 1933, Chauvel retrouve la Bretagne en rejoignant le Stade rennais UC. Convaincant dans l'axe-gauche de l'attaque, il est l'un des meilleurs buteurs rennais lors de ses trois saisons sous le maillot rouge et noir. Avec les Rennais, il s'offre une deuxième finale de Coupe de France, cette fois perdue contre l'Olympique de Marseille (3 buts à 0). Il quitte finalement le club à l'issue de la saison 1935-1936 pour rejoindre Le Havre AC.
Sur la scène internationale, Chauvel aura fait quelques apparitions sous le maillot de l'équipe de France B.
Il entraîne la Vaillante blinoise, club amateur situé à Blain (Loire-Inférieure), en 1943.

## Palmarès
- 1933 : Finaliste de la Coupe de France avec le RC Roubaix
- 1935 : Finaliste de la Coupe de France avec le Stade rennais UC

### Sources connexes
- Claude Loire, Le Stade rennais, fleuron du football breton, Rennes, Apogée, 1994